# Klepp
Klepp est une commune du comté norvégien de Rogaland.
Klepp obtint le statut de commune le 1er janvier 1838.
La commune se situe à 25 km au sud de Stavanger. Elle est entourée des communes de Hå au sud, Time au sud-est, Sola et Sandnes au nord.
Klepp fait partie du district de Jæren. Le relief est plat et constitué en grande partie de plaine agricole. Le point culminant est le Tinghaug qui atteint 102 m d’altitude. La côte nord est composée de longues plages de sable.
Kleppe (ou Kleppekrossen), situé au centre de la commune, en est le chef-lieu. L’accroissement démographique y est important et en conséquence l'urbanisation s'y développe rapidement en périphérie, aussi bien sous forme de maisons individuelles que de blocs d’appartements.
Le chemin de fer Jærbanen traverse Klepp et longe le lac Frøylandsvatnet. Le village de Klepp stasjon, à 3 km à l’est de Kleppe, est construit autour de la gare.
Klepp est la deuxième commune du comté de Rogaland de par son activité agricole, représentée par environ 600 fermes. La société Kverneland ASA située à Øksnevad est le premier fabricant d’équipement agricole du monde.
Kleppe possède un centre commercial important, Jærhagen.
« Klep » était l'orthographe en vigueur jusqu’en 1912.

## Nom
Le nom provient d’une ancienne ferme autrefois située sur le territoire de l’actuelle commune, baptisée "Klepr" à l’époque de la construction de la première église. Le mot "Klepr" signifie montagne rocailleuse en vieux norrois.

## Blason
Le blason actuel a été adopté en 1972. La croix représentée est la vieille croix de pierre se trouvant sur le mont Krosshaug et datant environ de l’an 1000. Il s’agit probablement de la plus ancienne croix de Norvège.

## Histoire
Les premières traces de population dans la commune remontent à 6000 av. J.-C. À cette époque, l’endroit était couvert de forêts de chênes.
Le mont Tinghaug fut le siège d’un thing pendant plusieurs siècles à l’âge du fer.

## Galerie

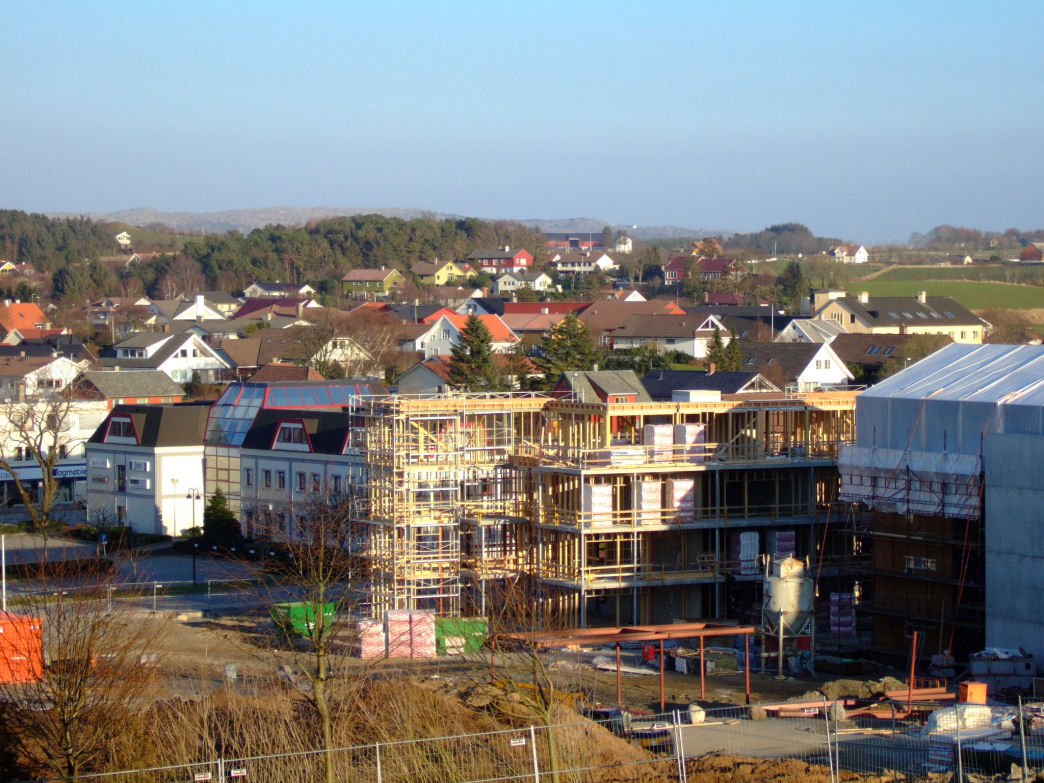
Le centre ville de Kleppe en travaux
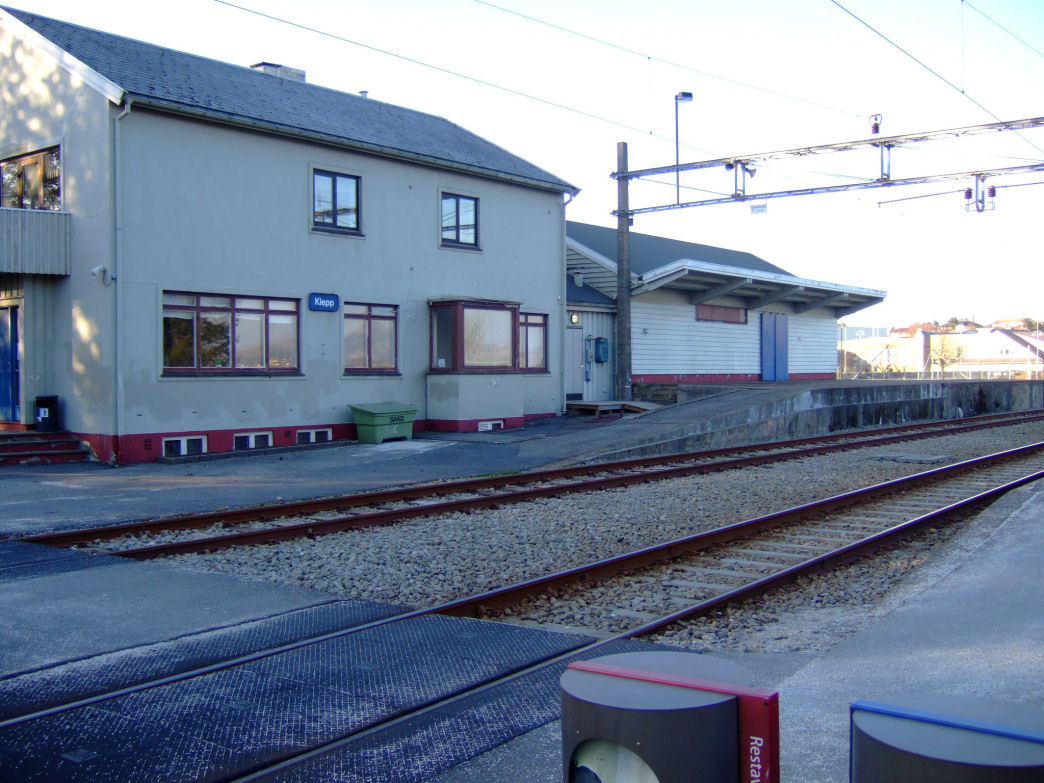
La gare de Klepp
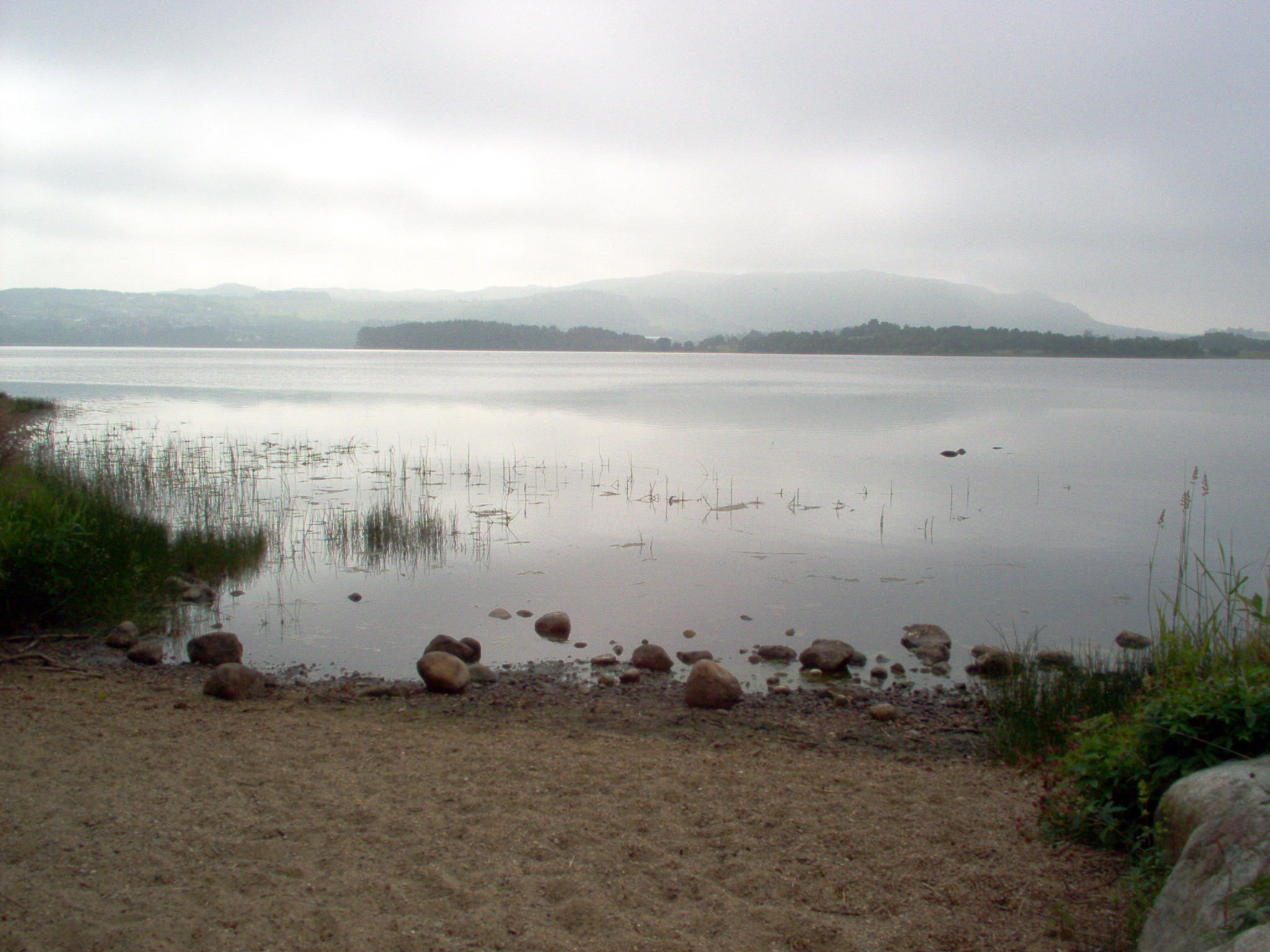
Le lac Frøylandsvatnet